# チャイルド・フリー

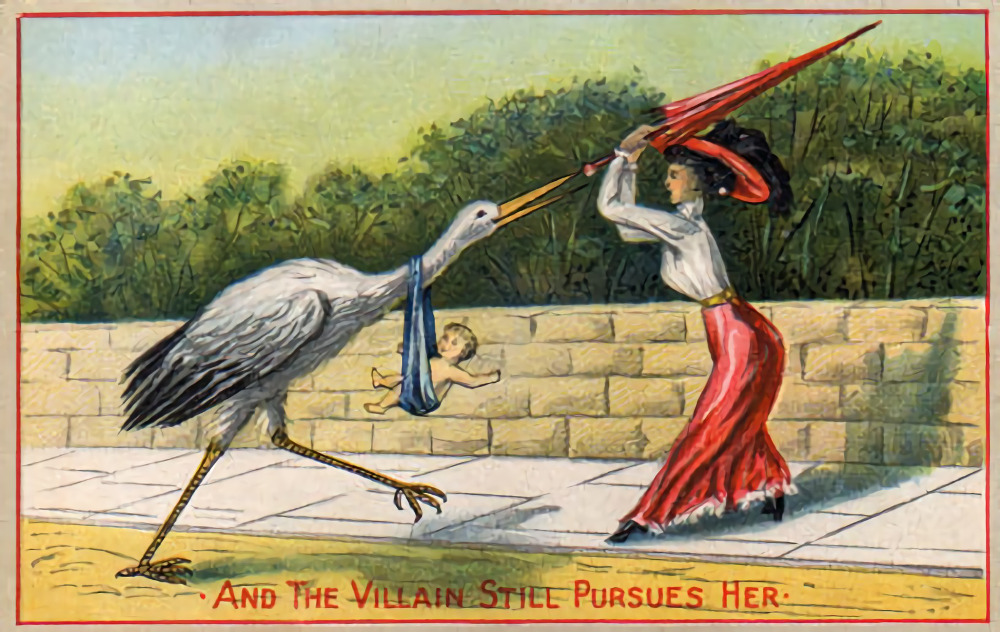
20世紀初頭のポストカード。乳児をくわえたコウノトリを日傘で追い払う若い女性。

チャイルド・フリー（voluntary childlessness、childfree）は、子供を持たない人生の方が豊かであり、子供を作るつもりがないと考える人々のことである。不妊手術を受けたり、子供を持ちたかったが妊娠可能年齢を過ぎてしまったため子供を諦めた女性も含む。
この用語は20世紀の後半に英語で生まれ、個人的に子供を持たない決定をした人々を呼称するために使用されている。先進国では信頼性の高い避妊方法を利用できることが、子供のいない夫婦の形態を可能にした。チャイルド・フリーを目指すことはほとんどの社会では常に困難であり望ましくないと考えられていた。チャイルド・フリーの生活のために避妊手術を受ける夫婦もいる。

## 歴史
マニ教の聖アウグスティヌスは、死から逃れられない肉体で子を作るのは不道徳であると信じていた。彼らは定期的な禁欲を実践し、これを防ごうとした。
キリスト教の一派であるシェーカー教徒もチャイルドフリーの擁護者に含めることができる。12世紀と13世紀にはプロテスタントのカタリ派なども出産に反対していた。カタリ派は現代的なチャイルドフリーの考えを理解しているかもしれないコミュニティーだった。彼らは性行為は容認したが妊娠は神学的には望ましくないと考えた。このような修道院やその他の宗教団体では子供を作らないことを達成する手段として同性だけの宿泊施設を組織したが、子供の存在そのものが望ましくないとは考えてはいなかった。

## 一般的な考え
チャイルドフリーの支持者の言葉（例えばコリーヌ・マイヤー、"ノー・キッズ：子供を持たない40の理由"）から、その様々な理由を以下に引用する：
- 経済的に子供を育てるのが難しい
- 子育て支援の不足
- 個人のより良い人生のため[3]
- 遺伝病を含む、健康上の問題
- 性生活が損なわれる事への恐怖
- 子供との関係を築く難しさや精神的ダメージへの不安
- 妊娠そのものへの恐怖や嫌悪感、出産を経験し[4]体型が崩れる事への抵抗感
- 子育てよりも仕事を続けた方が人類に貢献できるという信念
- 立派な親になるだけの能力がないと自覚しているため
- 子供が望んだ訳でもないのに子供を作るのは間違っているという信念
- 養子縁組 可能な子供が沢山いるのに意図的に子供を作るのは間違っているという信念
- 人口過剰、汚染、資源不足（英語版）などの環境への影響を懸念
- 反出生主義 。生まれてくることが全ての苦しみの始まりだとする考え
- 世界は悪化していると言うネガティブな信念 。より悲惨になっていく世界に子供を産みたくない
- 夫婦関係が不安定なため
- 子供が嫌い
- 無関心
- 子供を育てるには歳を取りすぎている

## 対応
- 2024年11月、ウラジーミル・プーチンロシア連邦大統領は「出産拒否を促進する情報」をインターネットやメディアなどを通じて宣伝及び拡散することを禁止する法律に署名した[5]。この法律に違反した場合、最大で市民40万ルーブル（約60万円）、公職者80万ルーブル、法人500万ルーブルが課される[5][6]。この法律が成立した背景には、ロシアでは人口減少が進んでいることにある[7]。プーチン政権は、2022年2月24日からウォロディミル・ゼレンスキー体制下のウクライナに軍事介入を始めて以来、欧米とは異なるロシアの伝統的価値観に基づく政策が目立っており、この法律も、その一つだといわれている[5]。チャイルド・フリーという欧米由来とされる価値観の宣伝及び拡散を禁止することで、人口減少を食い止め、大家族を奨励する狙いがあるとみられている[5]。

## 統計と研究
トロント大学の経済学者デビッド・フットによると、女性の教育水準は彼女が出産するかどうかを決定付ける最も重要な要因である。女性の教育水準が高いほど子供を産まなくなる傾向がある（産んだ場合でもより少ない数しか産もうとしない）。
研究者がチャイルドフリーの高学歴夫婦を調査したところ、夫婦ともに高収入で管理職や専門職、都市部に住んでいる夫婦が多かった。彼らは宗教熱心である可能性は低く、伝統的な家庭や性別役割分担にも賛同していない。

子供のいない夫婦はアメリカでも1950年代までは奇妙であると見られていた。しかし、子供のいない夫婦の割合は、それ以来、大幅に増加している。
米国の国勢調査では2003年には40〜44歳の米国の女性の19%は（1976年には10%だった）、子供を持っていなかったことがわかった。 2004年の米国国勢調査の調査では、米国の35〜44歳の女性の18.4％は、子供のいないことがわかった。 
2007年から2011年に米国で出生率は9％減少し、米国の歴史の中で最も低かった。ピュー研究所の報告では全ての人種や民族グループ間で子供のいない夫婦の割合が上昇したことが確認されている。